# Annika Noelle
Annika Noelle (Boston, 24 dicembre 1986) è un'attrice e modella statunitense, nota per aver interpretato il ruolo di Hope Logan nella soap Beautiful (The Bold and the Beautiful).

## Biografia
Annika Noelle è nata il 24 dicembre 1986 a Boston, nel Massachusetts (Stati Uniti d'America), da madre Teri Lynn Groome e da padre William Henry Kucheman; ha una sorella minore che si chiama Krista. Fin da quando era piccola ha mostrato interesse per la recitazione, così una volta cresciuta, ha lasciato la sua città natale per trasferirsi a Los Angeles.

## Carriera
Annika Noelle dopo essersi diplomata al liceo, ha deciso di iscriversi presso l'Università della California a Los Angeles per studiare recitazione, dove alcuni anni dopo ha conseguito la laurea. Nel 2010 ha fatto la sua prima apparizione sul piccolo schermo con il ruolo di Katherine Shields nel cortometraggio The After Party diretto da Stephen J. Anderson. Nello stesso anno ha recitato in cortometraggi come The Perfect Gentleman diretto da Michael Rohrbaugh, It's Me diretto da Ty Coughenour (nel ruolo di Tara Hampton), Acts of God diretto da Anthony Bushman (nel ruolo di Mitzy), $weethearts diretto da Andrew Ritter (nel ruolo di Cheryl), Sea Sick diretto da Patrick Brooks (nel ruolo di Claire) e Found diretto da Anthony Bushman (nel ruolo di Eve).
Nel 2011 ha interpretato il ruolo di Suzanna Wayne nel film televisivo Quando l'amore sboccia a Natale (Love's Christmas Journey) diretto da David S. Cass Sr. Nello stesso anno ha recitato nei cortometraggi Sea Sick diretto da Patrick Brooks e Found diretto da Anthony Bushman. Sempre nel 2011 ha partecipato al video musicale Howlin' for You dei The Black Keys e diretto da Chris Marrs Piliero. Nel 2011 e nel 2012 ha interpretato il ruolo di Sami Nelson nella serie Venice the Series.
Nel 2012 ha interpretato il ruolo di Marcy nel cortometraggio Pretty Pictures diretto da Christina Sun Kim. Nel 2013 e nel 2014 ha partecipato al documentario televisivo From the Mouths of Babes. Nel 2014 ha interpretato il ruolo di Nick's Date nel film Jersey Boys diretto da Clint Eastwood. Nello stesso anno ha recitato nei cortometraggi Head Trauma diretto da Kristine Namkung (nel ruolo di Zoe) e The Night Before diretto da Carlton Gillespie (nel ruolo di Ashley).
Nel 2015 ha recitato nelle serie Bree Does Comedy (nel ruolo di Kathy) e in Chasing Life (nel ruolo di Abbi / Intern). Nello stesso anno ha interpretato il ruolo di Melissa Jennings nel film Evan's Crime diretto da Sandy Tung. Nel 2017 ha interpretato il ruolo di Aubrey nel film True to the Game diretto da Preston A. Whitmore. Nel 2018 ha preso parte agli speciali televisivi The 45th Annual Daytime Emmys Red Carpet Live e 87th Annual Hollywood Christmas Parade e al talk show Ok! TV. Nel 2018 e nel 2019 ha partecipato al talk show Soap Central.
Dal 2018 è stata scelta per interpretare il ruolo di Hope Logan nella soap opera Beautiful (The Bold and the Beautiful). Nel 2019 ha partecipato al talk show Great Day Washington. L'anno successivo, nel 2020, ha partecipato al game show Facciamo un patto (Let's Make a Deal). Nello stesso anno è stata nominata ai Daytime Emmy Awards come Miglior attrice non protagonista in una serie drammatica per la soap Beautiful (The Bold and the Beautiful). Nel 2020 e nel 2021, sempre per quest'ultima soap, è stata nominata come Attrice preferita ai Soap Hub Awards. Nel 2023 ha interpretato il ruolo di Emma Di on nel film natalizio di Netflix Natale nel vigneto (A Wine Country Christmas) diretto da Alex Ranarivelo.

## Vita privata
Annika Noelle è legata sentimentalmente al musicista Zach Fischer. Inoltre, la stessa Annika Noelle ha dichiarato di aver perso due figli: il primo figlio lo ha perso alla decima settimana di gravidanza, mentre il secondo figlio lo ha perso all'ottava settimana di gravidanza.

## Filmografia

### Cinema
- Jersey Boys, regia di Clint Eastwood (2014)
- Evan's Crime, regia di Sandy Tung (2015)
- True to the Game, regia di Preston A. Whitmore II (2017)
- Natale nel vigneto (A Wine Country Christmas), regia di Alex Ranarivelo (2023)

### Televisione
- Quando l'amore sboccia a Natale (Love's Christmas Journey), regia di David S. Cass Sr. – film TV (2011)
- Venice the Series – serie TV, 12 episodi (2011-2012)
- Bree Does Comedy – serie TV, episodio 1x2 (2015)
- Chasing Life – serie TV, episodi 1x12 e 2x1 (2015)
- Beautiful (The Bold and the Beautiful) – soap opera (dal 2018)

### Cortometraggi
- The After Party, regia di Stephen J. Anderson (2010)
- The Perfect Gentleman, regia di Michael Rohrbaugh (2010)
- It's Me, regia di Ty Coughenour (2010)
- Acts of God, regia di Anthony Bushman (2010)
- $weethearts, regia di Andrew Ritter (2010)
- Sea Sick, regia di Patrick Brooks (2011)
- Found, regia di Anthony Bushman (2011)
- Pretty Pictures, regia di Christina Sun Kim (2012)
- Head Trauma, regia di Kristine Namkung (2014)
- The Night Before, regia di Carlton Gillespie (2014)

### Video musicali
- Howlin' for You dei The Black Keys, regia di Chris Marrs Piliero (2011)

## Programmi televisivi
- From the Mouths of Babes – documentario TV (2013-2014)
- The 45th Annual Daytime Emmys Red Carpet Live – speciale TV (2018)
- 87th Annual Hollywood Christmas Parade – speciale TV (2018)
- Ok! TV – talk show (2018)
- Soap Central – talk show (2018-2019)
- Great Day Washington – talk show (2019)
- Facciamo un patto (Let's Make a Deal) – game show (2020)

## Doppiatrici italiane
Nelle versioni in italiano dei suoi film e delle sue serie TV, Annika Noelle è stata doppiata da:
- Valentina Mari[41] in Beautiful[42]

## Riconoscimenti
- Daytime Emmy Awards
  - 2020: Candidatura come Miglior attrice non protagonista in una serie drammatica per la soap opera Beautiful (The Bold and the Beautiful)

- Soap Hub Awards
  - 2020: Candidata come Attrice preferita per la soap opera Beautiful (The Bold and the Beautiful)
  - 2021: Candidata come Attrice preferita per la soap opera Beautiful (The Bold and the Beautiful)